# قاسم أباد أغا
قاسم‌ أباد أغا هي قرية في مقاطعة ساوجبلاغ، إيران. عدد سكان هذه القرية هو 918 في سنة 2006.